# غاري رووي
غاري رووي (بالإنجليزية: Gary Rowe)‏ هو سياسي أسترالي، ولد في 5 سبتمبر 1952 في كوبورغ ‏ في أستراليا. انتخب عضو الجمعية التشريعية فيكتوريا.